# Патомское нагорье
Па́томское наго́рье — система среднегорных массивов при максимальной высоте 1924 м, сложенных кристаллическими сланцами, известняками и кварцитами.
Находится в Восточной Сибири, большей частью на территории Иркутской области в междуречье Лены, Витима и Чары. Остальная часть — на севере Забайкальского края.
Длина и ширина нагорья составляют 300 км. Широко присутствуют многолетнемёрзлые породы.
Приблизительно до высоты 1100 м нагорье покрыто сосново-лиственничной тайгой, которая выше сменяется каменистой тундрой.
Название впервые предложено П.А. Кропоткиным в 1868 г.